# Extra EA-400
Die Extra EA-400 ist ein einmotoriges Reise- und Geschäftsflugzeug der deutschen Firma Extra Aircraft, die am Verkehrslandeplatz Dinslaken/Schwarze Heide beheimatet ist. Sie stellt den Vorläufer der Propellerturbinenversion Extra EA-500 dar. Es wurden weniger als 30 Exemplare gebaut. Die Produktion wurde zu Gunsten der EA-500 eingestellt.

## Allgemein
Extra 400 ist ein einmotoriges Reise- und Geschäftsreiseflugzeug, das als Hochdecker ausgeführt ist. Das Leitwerk ist in T-Form ausgebildet. Sie verfügt über ein hydraulisches Einziehfahrwerk von Gomolzig und eine Druckkabine mit Platz für bis zu 6 Reisende (inklusive Pilot). Der Rumpf ist aus Verbundwerkstoffen gefertigt. Die Haltbarkeit der strukturellen, aus Verbundwerkstoffen hergestellten, Teile wie Rumpf und Flügel beträgt 20.000 Flugstunden oder 30.000 Starts und Landungen. Produziert wurde die Extra 400 von der Extra Flugzeugproduktions- und Vertriebs GmbH mit Sitz am Flugplatz Dinslaken/Schwarze Heide.

## Entwicklung
Die Entwicklung der aus Verbundwerkstoffen bestehenden Maschine mit Druckkabine und Glascockpit startete 1992 und wurde im Februar 1993 bekannt gegeben. Sie erfolgte in Zusammenarbeit mit der Technischen Universität Delft unter der Leitung von Prof. Egbert Torenbeek. Der Erstflug fand am 23. April 1996 statt. Dieser erste Prototyp wurde bis 1997 benutzt. Der zweite Prototyp (D-EGBU) flog erstmals im April 1998, stürzte aber am 21. August 1998 bei seinem Auslieferungsflug ab. Die FAA-Zulassung wurde am 15. April 1998 erteilt.

### Antrieb
Angetrieben wird die Extra 400 von einem flüssigkeitsgekühlten Sechszylinder-Boxermotor Teledyne Continental TSIOL 550-C mit einer Startleistung von 261 kW (350 PS). Der Constant-Speed-Propeller ist ein MT-Propeller MTV-14-D/195-30a mit vier Blättern und 1,95 m Durchmesser. Alternativ konnte auch eine 3-Blatt-Version geliefert werden. Die nutzbare Treibstoffmenge beträgt 404 Liter 100LL Avgas (468 Liter Tankgröße).
Laut Hersteller gab es bei der Entwicklung ein Übereinkommen mit dem Motorenlieferanten Continental über die Lieferung eines stärkeren Motors mit 375 PS. Diese Zusage wurde jedoch von Continental nicht eingehalten und so gilt die Extra 400 als untermotorisiert. Erst der Umstieg auf ein Turboprop-Triebwerk von Rolls-Royce mit 450 PS bei der Extra EA-500 konnte eine mit den turbinengetriebenen Modellen von Piper vergleichbare Leistung liefern. Bei maximalem Abfluggewicht MTOW steigt die EA-400 bei Standardbedingungen ISA mit 326 m/min (1070 ft/min).

### Technische Daten
| Kenngröße                   | Daten |
| --------------------------- | --- |
| Besatzung                   | 1 |
| Passagiere                  | 5 |
| Rumpflänge                  | 9,57 m |
| Spannweite                  | 11,68 m |
| Höhe                        | 3,09 m |
| Flügelfläche                | 14,3 m² |
| Flügelstreckung             | 9,3 |
| Kabinenbreite               | 1,39 m |
| Kabinenlänge                | 4,12 m |
| Kabinenhöhe                 | 1,24 m |
| Leermasse                   | 1430 kg |
| max. Startmasse             | 1999 kg |
| Reisegeschwindigkeit        | - 348 km/h - 20.000 ft @75% best power 392 km/h (212 kts) - 20.000 ft @65% best economy 348 km/h (188 kts) |
| Höchstgeschwindigkeit (vne) | 406 km/h (219 KIAS)                                                                                        |
| Dienstgipfelhöhe            | 7620 m (25.000 ft)                                                                                         |
| Reichweite                  | 1700 km (mit 6 Personen), 2600 km (mit 4 Personen)                                                         |
| Startrollstrecke            | 500 m (1640 ft)                                                                                            |
| Landerollstrecke            | 275 m (900 ft)                                                                                             |
| Triebwerke                  | ein Teledyne Continental TSIOL 550-C, 261 kW (350 PS)                                                      |

## Besonderheiten
Die Extra 400 wird in Deutschland als sog. Echo-Klasse zugelassen, d. h. aufgrund ihrer maximalen Startmasse (≤ 2 t) und der Tatsache, dass sie einmotorig ist, beginnt ihr deutsches Kennzeichen immer mit D-E.
Dennoch durfte sie zeitweise nicht mit der sonst üblichen Klassenberechtigung für einmotorige Flugzeuge bis 2 t nebst Differenzschulung für Verstellpropeller und Einziehfahrwerk geflogen werden, sondern der Pilot benötigte eine Musterberechtigung für die Extra 400. Damit folgte das Luftfahrt-Bundesamt der Empfehlung der BFU aus dem Unfallbericht zum Absturz der Extra 400 in Hagen.
Seit 2015 darf sie mit der üblichen Klassenberechtigung für einmotorige Flugzeuge bis 2 t nebst Differenzschulung für Verstellpropeller und Einziehfahrwerk geflogen werden.

## Zwischenfälle
Am 21. August 1998 stürzte eine Extra 400 bei Hagen ab. Der Pilot kam ums Leben.
Am 17. März 2025 kam es zum Absturz einer Extra 400 in der Nähe der Gemeinde La Punt Chamues-ch in der Schweiz. Das Flugzeug war um 17.20 Uhr auf dem Flugplatz Samedan mit Ziel Roskilde in Dänemark gestartet. Zwei Minuten später stürzte es am nördlichen Dorfrand von La Punt Chamues-ch in bewohntem Gebiet ab und brannte vollständig aus. Alle Flugzeuginsassen verstarben.